# Roger Menetrey
Roger Menetrey (Annemasse, 16 giugno 1945) è un ex pugile francese, Campione europeo dei pesi welter dal 1971 al 1974. Fu anche sfidante di José Nápoles per il titolo mondiale ed ha combattuto contro gli italiani Sandro Lopopolo  e Silvano Bertini.

## Carriera
Esordisce nel pugilato professionistico alla fine del 1967 e si fa sin da subito la reputazione dell'rriducibile  picchiatore.  Nei primi due anni combatte 31 volte con 29 vittorie, di cui ben 26 prima del limite, una sola sconfitta ai punti e un pari. Tra i pochi a resistergli sino al gong finale è Massimo Consolati. Con tale curriculum è designato a sfidare l'esperto Jean Josselin, per il titolo nazionale dei pesi welter, il 17 novembre 1969, a Parigi. Conquista la cintura francese per knock-out tecnico alla sesta ripresa.  
Nel corso del 1970, Menetrey difende tre volte il titolo nazionale, vincendo sempre prima del limite. Il 22 maggio 1971, tuttavia, è costretto a cedere ai punti in dieci riprese all'ex Campione del Mondo dei pesi superleggeri Sandro Lopopolo. Il 4 giugno dello stesso anno conquista comunque la cintura europea, battendo il britannico Ralph Charles, a Ginevra, per Kot alla settima ripresa.
Difende quattro volte il titolo europeo, tra il 1971 e il 1972, vincendo ancora prima del limite in tutte le occasioni. Batte Silvano Bertini per abbandono alla tredicesima ripresa; il connazionale Robert Gallois per KO al 5º round; il temibile danese Jørgen Hansen per KO al decimo round e si prende la rivincita su Sandro Lopopolo battendolo per Kot alla tredicesima ripresa.
Il 23 giugno 1973, a Grenoble, Menetrey combatte per il titolo mondiale unanimemente riconosciuto contro il fuoriclasse José Nápoles, perdendo solo ai punti in quindici riprese.
Successivamente difende vittoriosamente il titolo europeo battendo ai punti lo spagnolo José González. Batte l'ex Campione del Mondo Billy Backus ai punti in dodici riprese. Perde, infine, il titolo europeo il 27 maggio 1974, a Parigi, di fronte ai pugni del britannico John H. Stracey, per Kot  al decimo round. È il suo ultimo incontro.